# Antillostenochrus cokendolpheri
Antillostenochrus cokendolpheri är en spindeldjursart som beskrevs av Armas och Rolando Teruel 2002. Antillostenochrus cokendolpheri ingår i släktet Antillostenochrus och familjen Hubbardiidae. Inga underarter finns listade i Catalogue of Life.